# Jeff Bagwell
Jeffrey Robert Bagwell (nascido em 27 de maio de 1968) é um -ex-jogador profissional de beisebol e  técnico assistente que passou toda sua carreira de 15 anos da Major League Baseball (MLB) jogando pelo Houston Astros. Originalmente o Boston Red Sox o tinha selecionado da University of Hartford como terceira base na quarta rodada do draft amador de 1989. O Red Sox negociou Bagwell com o Astros em 1990; na temporada seguinte fez sua estreia na MLB e foi premiado pela National League (NL) como Novato do Ano. Foi MVP da National League em 1994, e convocado quatro vezes para MLB All-Star Game, venceu três vezes o Silver Slugger Award e uma vez o Rawlings Gold Glove Award. Formando uma parte fundamental do grupo do Astros com Craig Biggio e Lance Berkman ganharam o epíteto "Killer B's". O Houston terminou em primeiro ou segundo lugar na Divisão Central da National League em 11 de 12 temporadas de 1994 até 2005, se qualificando para os playoffs por seis vezes, e culminando na única aparição de Bagwell em uma World Series na temporada de 2005.